# Heller in Pink Tights
Heller in Pink Tights is een Amerikaanse western uit 1960 onder regie van George Cukor. In Nederland werd de film destijds uitgebracht onder de titel Furie in roze tricot.

## Verhaal
Angela Rossini en Tom Healy zijn de leiders van een toneelgezelschap op tournee in het Wilde Westen. Ze hebben hun handen vol met ruziënde toeschouwers en kwade crediteuren. Intussen zetten ze ook een nieuwe toneelvoorstelling op poten.

## Rolverdeling
| Acteur           | Personage          |
| ---------------- | ------------------ |
| Sophia Loren     | Angela Rossini     |
| Anthony Quinn    | Tom Healy          |
| Margaret O'Brien | Della Southby      |
| Steve Forrest    | Clint Mabry        |
| Eileen Heckart   | Lorna Hathaway     |
| Ramón Novarro    | De Leon            |
| Edmund Lowe      | Manfred Montague   |
| George Mathews   | Sam Pierce         |
| Edward Binns     | Sheriff Ed McClain |
| Warren Wade      | Hodges             |
| Frank Silvera    | Santis             |
| Boyd Holister    | McAllister         |
| Leo V. Matranga  | Revolverheld       |
| Cal Bolder       | Goober             |
| Taggart Casey    | Revolverheld       |